# Adolf, die Nazi-Sau
Adolf, die Nazi-Sau ist eine populäre Figur des deutschen Comicautors Walter Moers. Sie ist eine Satire auf Adolf Hitler, den Moers nach 50 Jahren Leben in der Berliner Kanalisation in die Gegenwart versetzt. Nach einer ersten Kurzgeschichte im Satiremagazin Titanic erschienen zwischen 1998 und 2006 drei Bände mit Adolf. Darin versucht die Figur, sich in grotesker Naivität durch das ihr fremde moderne Leben zu schlagen, scheitert aber immer wieder an ihrem gelegentlich durchbrechenden Rassenhass und unerklärlichen Wutausbrüchen.

## Hintergrund
Erstmals zeichnete Moers 1997 für eine zweiseitige Kurzgeschichte in der November-Ausgabe des deutschen Satiremagazin Titanic einen Comic namens Ein Abend mit mehreren Symbolen mit „Adolf, der Nazi-Sau“. In ihr bekommt der Autor in seiner Wohnung eines Abends Besuch von Prince („Pränz“), etwas später erscheint der völlig niedergeschlagene Adolf, und schließlich kreuzt auch noch Michael Jackson („Meikel“) auf, gemeinsam betrinkt man sich. Als die Geschichte sich popularisierte, setzte Moers, der Hitler als eine der größten deutschen Popikonen bezeichnet, sie 1998 mit einem kompletten Comicband namens Adolf. Äch bin wieder da!! fort. In der Geschichte trifft Adolf unter anderem auf Göring (mittlerweile eine Frau), Alfred Biolek und Außerirdische, bevor es ihm gelingt, Prinzessin Diana, die ihren Tod nur vorgetäuscht hat, am Entfesseln des Dritten Weltkriegs zu hindern. Inzwischen wurde der Comic in drei Sprachen übersetzt.
Bereits ein Jahr später schob Moers mit Äch bin schon wieder da! eine Fortsetzung der Geschichte um die „Nazi-Sau“ nach, in der Adolf mit einer Zeitmaschine durch die Vergangenheit reist. An den Erfolg des Debüts konnte er jedoch nicht anknüpfen.
Sieben Jahre später ließ Moers einen dritten Band folgen. Angelehnt an den zwei Jahre zuvor erschienenen Spielfilm Der Untergang schildert die 2006 veröffentlichte Geschichte Adolf – Der Bonker die letzten Tage der „Nazi-Sau“ im Führerbunker. Moers änderte jedoch das Konzept der Erzählung. Anstatt klassischer Comiczeichnungen wie in den ersten beiden Bänden ist der dritte Band als Theaterstück konzipiert. Moers’ Zeichnungen illustrieren lediglich die Dialoge der Charaktere. Für die Vermarktung des Buches produzierte der Autor in Zusammenarbeit mit dem Trickfilmer Felix Gönnert einen kurzen Videoclip als DVD-Beilage zum Buch, in dem Adolf in der Badewanne seines Bunkers sitzt und sich gegen die drohende Kapitulation stemmt. Unterlegt ist der Clip mit einem Riddim des deutschen Kabarettisten und Liedermachers Thomas Pigor, der Adolfs Stimme auch in der englischen und französischen Version des Videos singt.
Nachdem das Video seinen Weg ins Internet gefunden hatte, begann es schnell durch Foren und Blogs zu kursieren. Auf der Plattform YouTube wurde es mehr als 2,5 Millionen Mal, bei MyVideo 3,6 Millionen Mal aufgerufen und außerdem in das Programm des deutschen Musiksenders MTV aufgenommen. Anfang September 2006 erschien die Aufnahme als Single und gelangte in die deutschen Charts.

## Bände
- Adolf. Äch bin wieder da!! Eichborn, Frankfurt am Main 1998, ISBN 3-8218-2959-1.
- Adolf, Teil 2. Äch bin schon wieder da! Eichborn, Frankfurt am Main 1999, ISBN 3-8218-2952-4.
- Adolf – Der Bonker. Eine Tragikomödie in drei Akten. Piper, München 2006, ISBN 3-492-04646-0.
- Adolf total – Alles über den Führer in einem Band. Penguin Verlag, München, 2016, ISBN 978-3-328-10069-0.